# Суликбаев, Ахмедьяр
Ахмедьяр Суликбаев (1908 год, Сырдарьинская область, Туркестанский край, Российская империя — дата смерти неизвестна, Байрам-Алийский район, Марыйская область, Туркменская ССР) — старший чабан каракулеводческого совхоза «Уч-Аджи» Министерства внешней торговли СССР, Байрам-Алийский район, Марыйская область, Туркменская ССР. Герой Социалистического Труда (1948).

## Биография
Родился в 1908 году в крестьянской семье в одном из сельских населённых пунктов Сырдарьинской области (на территории современного Туркестанской области, Казахстан).
Окончил местную начальную школу. Трудился в личном животноводческом хозяйстве. В послевоенные годы — старший чабан в совхозе «Уч-Аджи» Байрам-Алийского района с центром в селе Уч-Аджи (сегодня — Багтыярлык).
В 1947 году бригада чабанов под руководством Ахмедьяра Суликбаева, обслуживая на начало года отару в 903 овцематок, сдала 91,7 % каракулевых смушек первого сорта от общего числа сданных смушек и в среднем по 117 ягнят к отбивке на каждую сотню овцематок. Указом Президиума Верховного Совета СССР от 15 сентября 1948 года удостоен звания Героя Социалистического Труда за «получение в 1947 году высокой продуктивности животноводства при выполнении колхозом обязательных поставок сельскохозяйственных продуктов и плана развития животноводства по всем видам скота» с вручением ордена Ленина и золотой медали «Серп и Молот».
Этим же Указом званием Героя Социалистического Труда были также награждены директор совхоза «Уч-Аджи» Александр Иванович Трапезников, управляющий первой фермой Юсуп Дусембаев, управляющий третьей фермой Шалар Чарыев и чабаны Аллаяр Бердыев, Ходжа Нияз Бяшимов, Кочкар Рахмедов, Нурыназар Сеидов.
Проживал в Байрам-Алинском районе Марыйской области. Дата смерти не установлена.
Награды
- Герой Социалистического Труда
- Орден Ленина
- Медаль «За трудовую доблесть» (22.03.1966)